# کاژیمیش گورسکی
کاژیمیش گورسکی (لهستانی: Kazimierz Górski؛ ‏ تلفظ لهستانی: [kaˈʑimjɛʂ]؛ ‏ ۲ مارس ۱۹۲۱ – ۲۳ مهٔ ۲۰۰۶) بازیکن مربی مطرح فوتبال اهل لهستان بود.
از باشگاه‌هایی که در آن بازی کرده‌است می‌توان به باشگاه فوتبال لگیا ورشو اشاره کرد.
وی به‌عنوان سرمربی تیم ملی فوتبال لهستان به افتخارات زیادی همچون قهرمانی در بازی‌های المپیک تابستانی ۱۹۷۲، نایب قهرمانی در بازی‌های المپیک تابستانی ۱۹۷۶ و مقام سوم جام جهانی فوتبال ۱۹۷۴ دست یافته است.